# Wasserkraftwerk San Gabán II
Das Wasserkraftwerk San Gabán II (span. Central Hidroeléctrica San Gabán II) befindet sich in der peruanischen Ostkordillere im Südosten von Peru, 165 km östlich der Stadt Cusco. Das Kraftwerk liegt in der Provinz Carabaya der Verwaltungsregion Puno. Betrieben wird die zwischen 1996 und 2000 errichtete Anlage von Empresa de Generación Eléctrica San Gabán S.A.
Am Fluss Río San Gabán, einem linken Nebenfluss des Río Inambari, befindet sich bei der Siedlung Uruhuasi ein Wehr (⊙). Dort wird ein Teil des Flusswassers abgeleitet. Dieses gelangt zuerst in vier 61,7 m lange Absetzbecken. Anschließend gelangt das Wasser in ein 140.000 m³ fassendes Ausgleichsbecken. Von diesem führt eine 7270 m lange Druckleitung (Durchmesser: 3,6 m) zu einem Wasserschloss und über einen 738 m langen Druckstollen (60° Gefälle; Durchmesser: 3,35 m) zum Kavernenkraftwerk. Dieses verfügt über zwei vertikal gerichtete Pelton-Turbinen (5 Düsen, Umdrehungszahl: 514,3/min) mit einer Leistung von jeweils 55 MW. Die Brutto-Fallhöhe beträgt 679 m, die Netto-Fallhöhe 644 m, die (gesamte) Ausbauwassermenge 19 m³/s. Die durchschnittliche Jahresenergieproduktion beläuft sich auf 715 GWh. Das unterirdische Kraftwerkshaus ist über einen 545 m langen Zugangstunnel (⊙), der von der Fernstraße unweit der Siedlung Casahuiri abzweigt, erreichbar. Das Maschinenhaus hat eine Länge von 51 m, eine Breite von 18,6 m sowie eine Höhe von 29,8 m. Ein 1000 m langer Ableitungstunnel führt das Wasser unterhalb des Kraftwerks zurück zum Fluss.
Kreditgeber für das Projekt waren die Japan Bank for International Cooperation (JBIC) mit 130 Mio. US-Dollar sowie die Corporación Andina de Fomento (CAF), eine auf die Förderung der Andenpakt-Länder ausgerichtete Entwicklungsbank, mit 25 Mio. US-Dollar.